# Борчук Степан Миколайович
Степан Миколайович Борчук (нар. 29 жовтня 1966 Любківці, Івано-Франківська область) — український історик, доктор історичних наук, професор кафедри всесвітньої історії, факультету історії, політології і міжнародних відносин Прикарпатського національного університету імені Василя Стефаника.
Заслужений краєзнавець України.

## Біографія
Професор Степан Миколайович Борчук народився 29 жовтня 1966 року на Прикарпатті в селі Любківці. За походженням з селян. 
Після закінчення Вовчківської ЗОШ І-ІІІ ст. успішно вступив на історичний факультет. Під час навчання на першому курсі, був призваний до лав Радянської армії. Військову службу проходив на Закавказькому ВО на території Азербайджану. Успішно відновив навчання в 1986 р.  
Закінчив Прикарпатський національний університет імені Василя Стефаника 1991 року.  
Трудовий шлях розпочав з посади вчителя історії в селах Снятинщини. 
В 1994 р. отримав посаду лаборанта в Прикарпатському національному університеті імені Василя Стефаника на кафедрі всесвітньої історії.  
У 1995 р. успішно вступив на аспірантуру. Тема кандидатської дисертації: «Громадсько-культурна та наукова діяльність Ісидора Івановича Шараневича (1929-1901 рр.)»  — науковим керівником виступив професор Грабовецький Володимир Васильович. Робота була успішно захищена 1999 р.
2015 р. успішно захистив докторську дисертаці. на тему: “Українська енциклопедична традиція ХХ ст.: проекти, виконавці, перспективи дослідження”.  Науковий керівник професор Реєнт Олександр Петрович.
З 2018 р  професор кафедри всесвітньої історії факультету історії, політології і міжнародних відносин ПНУ ім.Василя Стефаника.
Відповідальний секретар журналу: «З архівів ВУЧК–ГПУ–НКВД–КГБ»
Професор Борчук Степан Миколайович спеціаліст з історії військових конфліктів ХХ-го століття, української енциклопедистики.

## Праці
- Борчук С. М. Громадсько-культурна та наукова діяльність Ісидора Івановича Шараневича (1829 – 1901 рр.). – Івано-Франківськ: ЦІТ, 2009.
- Борчук С. М. Українська енциклопедична традиція ХХ ст.: проекти, виконавці, перспективи дослідження. Івано-Франківськ, 2014. 604 с.
- «Доктор хлопістики». Лесь Мартович. Біографічний нарис / В. Ткаченко, І. Коляда, І. Ткаченко, С. Борчук, А. Королько У. Данильчик / Заг. ред. І. Коляда. Івано-Франківськ : Фоліант, 2022. 232 с.
- Борчук С.М., Коляда І.А., Ільницький І.В. Іван Богун. Харків : Фоліо, 2021. 126 c.
- Борчук С.М., Коляда І.А., Лизень Є.В. Українські землі під польською владою. 1919–1939 роки. Харків : Фоліо, 2021. 125 c.
- «Звитягою і пером уславлені. Гетьмани України». Художньо-літературний образ. Книга читання для здобувачів освіти основної школи. Навчально-методичне видання. Частина перша / автори-упорядники Коляда І.А., Борчук С.М., Загребельна Н.І., Дрогомирецька Л.Р., Королько А.З., Засипко М.В., Ільницький І.В., Санкович М.В., Воротняк І.Ю. Київ, 2020. 416 с.
- Борчук С., Коляда І., Косович В. Конципієнт Іван Семанюк (Марко Черемшина): фахово-професійне становлення адвоката в Австро-Угорській імперії. Dziedzictwo kulturowe regionu pogranicza / red. nauk. E. Skorupska-Raczyńska, H. Uchto. Gorzów Welkopolski, 2023. Tom X. С. 149–167.

## Нагороди
- Почесний краєзнавець України [4]
- Медаль "День працівника освіти"[4]
- Нагороджений грамотою від Митрополита Київського і всія Русі Епіфанія (14 травня 2019 р.).